# High School DxD
High School DxD (ハイスクールD×D, Haisukūru Dī Dī, alternativamente escrito como Highschool DxD) é uma série de light novels japonesa escrita por Ichiei Ishibumi e ilustrada por Miyama-Zero. A história gira em torno de Issei Hyoudou, um estudante do ensino médio que é morto por sua namorada em um encontro, onde é revelado que ela é um anjo caído. Porém mais tarde é revivido como um demônio por Rias Gremory para servi-la juntamente com seu clube.
High School DxD se tornou uma série de mangá da revista Dragon Magazine da Fujimi Shobo em sua edição de setembro de 2008. O primeiro volume foi lançado em 20 de setembro do mesmo ano, com um total de dezoito volumes disponíveis no Japão a partir de 20 de junho de 2014 pela editora Fujimi Fantasia Bunko. Uma adaptação do mangá de Hiroji Mishima começou a ser produzida na edição de julho de 2010 da Dragon Magazine, e mais tarde, em março de 2011, publicado pela Monthly Dragon Age, com dezoito volumes atualmente disponíveis desde julho de 2014. Uma adaptação do anime feita pela TNK foi ao ar pela AT-X e outras redes de 6 de janeiro até 23 de março de 2012. O anime é licenciado na América do Norte pela Funimation, no Reino Unido pela Manga Entertainment e na Austrália pela Madman Entertainment, no entanto a Madman atualmente é incapaz de lançar a série na Nova Zelândia, devido ao fato de sua classificação ter sido recusada. Uma segunda temporada, chamada High School DxD New (ハイスクールD×D NEW, Haisukūru Dī Dī Nyū), também foi ao ar de 7 de julho a 22 de setembro de 2013. Uma terceira temporada do anime, chamada High School DxD BorN (ハイスクールD×D BorN, Haisukūru Dī Dī BorN), estreou no Japão em 4 de abril de 2015. A quarta temporada, chamada de High School DxD HerO (ハイスクールD×D Hero, Haisukūru Dī Dī HerO), foi ao ar em 10 de abril de 2018, dessa vez pelo estúdio Passione. O anime vai estrear no Brasil completamente dublado, começando com a primeira temporada, mas não se sabe quando vai ser a data de estreia porque ainda não foi confirmado quem será o responsável pela distribuição do anime no Brasil.

## Enredo
Kuoh Academy (駒王学園, Kuō Gakuen) é uma antiga escola de meninas que se transformou recentemente em uma escola mista, mas tem um segredo. Desconhecida pelos seres humanos normais, anjos e demônios fazem parte da população estudantil. Um desses alunos, Issei Hyoudou, é um estudante humano muito pervertido do segundo ano que vive uma vida pacífica. Depois de um dia normal de escola, Issei de repente é pedido para passear em um encontro com uma garota chamada Yuuma Amano. Após o encontro, Yuuma leva Issei a um parque local e lhe faz um pedido surpreendente. Ela se revela como Raynare, um anjo caído, e perfura Issei mortalmente com uma lança. Repentinamente, Rias Gremory, uma estudante do terceiro ano de seios grandes da Kuoh Academy, surge através de uma círculo mágico e o revive. Issei acorda na manhã seguinte, pensando que os eventos que ocorreram foram apenas um sonho. Imediatamente depois de ser atacado por um outro anjo caído e de acordar no dia seguinte, ele percebe Rias nua em sua cama. Ela revela para Issei sua verdadeira identidade como um demônio e diz que, como resultado de sua morte nas mãos de Yuuma, o reencarnou como um demônio, tornando-se seu novo mestre. Então Issei começa sua jornada para se tornar o rei de um harém, e, junto com o clube de ocultismo do colégio Kuoh, enfrenta dos mais variados inimigos.

## Mídia

### Light novels
High School DxD começou como uma série de light novels escrita por Ichiei Ishibumi, com ilustrações feitas por Miyama-Zero. Seu primeiro volume foi lançado pela Fujimi Shobo em 20 de setembro de 2008. A partir de 20 de junho de 2014, dezoito volumes foram lançados sob sua marca Fujimi Fantasia Bunko, e atualmente está dividida em quatro arcos de histórias distintas. Uma história bônus, chamada The First Errand: Ophis Edition (はじめてのおつかい・オーフィス編, Hajimete no Otsukai: Ōfisu Hen), foi lançada com uma edição da Dragon Magazine em julho de 2012 (lançada em 19 de maio de 2012) como um volume bunkobon. A história se passa após o volume 12, e gira em torno da primeira viagem de compras de Ophis no mundo humano.

### Mangá
Uma adaptação do mangá ilustrada por Hiroji Mishima começou a ser produzida na edição de julho de 2010 da Dragon Magazine, e mais tarde na Monthly Dragon Age em sua edição de março de 2011. O primeiro volume foi publicado pela Fujimi Shobo em 9 de junho de 2011, com um total de sete volumes disponíveis no Japão a partir de 8 de dezembro de 2014 pela Dragon Comics Age. Um mangá spin-off, chamado High School DxD: Asia and Koneko's Secret Contracts!? (ハイスクールD×D アーシア&小猫 ヒミツのけいやく!?, Haisukūru Dī Dī: Āshia ando Koneko Himitsu no Keiyaku!?), ilustrado por Hiroichi, foi publicado na Monthly Dragon Age da edição de outubro de 2011 (lançado em 9 de setembro de 2011) para a edição de abril de 2012 (lançado em 9 de março de 2012). Servindo como uma história paralela, a narrativa tem lugar depois do capítulo 10 do mangá principal, e gira em torno dos primeiros deveres de Asia Argento como um demônio. O mangá principal teve o total de 32 capítulos completos. Mais tarde foi lançado como um volume tankōbon em 9 de março de 2012. A Yen Press licenciou o spin-off para um lançamento em inglês e lançou o volume em 16 de dezembro de 2014. Uma segunda série spin-off, intitulada High School DxD: The Work of a Devil (ハイスクールD×D アクマのおしごと, Haisukūru Dī Dī: Akuma no Oshigoto), começou na edição de abril da Monthly Dragon Age. Ilustrado por SODA, esta adapta os contos encontrados nas light novels. No Brasil, o mangá foi licenciado pela Panini com publicação bimestral e teve seu primeiro volume vendido a partir de 10 de dezembro de 2014.

### Anime
Uma adaptação em anime produzida pela TNK e dirigida por Tetsuya Yanagisawa foi ao ar na AT-X entre 6 de janeiro e 23 de março de 2012. As transmissões da série pela AT-X são sem censura, enquanto as transmissões na TV Kanagawa (que tiveram início em 11 de janeiro de 2012) e de outras redes são fortemente censuradas. Seis volumes da compilação foram lançados em DVD e Blu-ray pela Media Factory entre 21 de março e 29 de agosto de 2012, cada um contendo um OVA curta intitulado "Release the Swaying Delusions" (妄想爆揺解除オリジナルビデオ, Mōsō Bakuyure Kaijo Orijinaru Bideo, lit. "Release the Swaying Delusions Original Video"). Um episódio OVA (listado como episódio 13) foi incluído com a edição limitada da 13ª light novel em 6 de setembro de 2012 no disco Blu-ray. O roteiro do episódio foi escrito por Ichiei Ishibumi, o autor das light novels. Outro episódio OVA da primeira temporada (listado como episódio 14), também escrito por Ishibumi, foi empacotado com o lançamento da edição limitada da light novel entre os dias 15 a 31 de maio de 2013, no Blu-ray.
| Episódio nº | Temporada | Título | Data de Exibição        |
| ----------- | --------- | --- | ----------------------- |
| 1           | 1         | "Eu consegui uma namorada!" "Kanojo, Dekimashita!" (彼女、できました!)                                            | 6 de janeiro de 2012    |
| 2           | 1         | "Eu não sou mais humano!" "Ningen, Yamemashita!" (人間、やめました!)                                              | 13 de janeiro de 2012   |
| 3           | 1         | "Eu fiz novos amigos!" "Tomodachi, Dekimashita!" (友達、できました!)                                              | 20 de janeiro de 2012   |
| 4           | 1         | "Salve meu amigo!" "Tomodachi, Sukuimasu!" (友達、救います!)                                                      | 27 de Janeiro de 2012   |
| 5           | 1         | "Derrote minha ex-namorada!" "Motokano, Taoshimasu!" (元カノ、倒します!)                                          | 3 de fevereiro de 2012  |
| 6           | 1         | "Eu sou um demônio profissional!" "Akuma, Yattemasu!" (アクマ、やってます!)                                       | 10 de fevereiro de 2012 |
| 7           | 1         | "Eu consigo meu próprio servo demônio!" "Tsukaima, Getto Shimasu!" (使い魔、ゲットします!)                        | 17 de fevereiro de 2012 |
| 8           | 1         | "Eu compro uma briga!" "Kenka, Urimasu!" (喧嘩、売ります!)                                                        | 24 de fevereiro de 2012 |
| 9           | 1         | "Meu treinamento começa!" "Shugyō, Hajimemashita!" (修行、はじめました!)                                          | 2 de março de 2012      |
| 10          | 1         | "A guerra começa!" "Kessen, Hajimarimasu!" (決戦、始まります!)                                                    | 9 de março de 2012      |
| 11          | 1         | "Nós estamos em guerra!" "Zessan, Kessenchū desu!" (絶賛、決戦中です!)                                            | 16 de março de 2012     |
| 12          | 1         | "Eu voltei para cumprir minha promessa!" "Yakusoku, Mamori ni Kimashita!" (約束、守りに来ました！)                | 23 de março de 2012     |
| 1           | 2         | "Outra premonição inquietante!" "Betsu no fuan'na yokan!" (別の不安な予感!)                                       | 7 de julho de 2013      |
| 2           | 2         | "A espada sagrada está aqui!" "Shinseina katana wa koko ni arimasu!" (神聖な刀はここにあります!)                  | 14 de julho de 2013     |
| 3           | 2         | "Eu vou destruir a espada sagrada!" "Watashi wa seiken o hakai suru tsumoridesu!" (私は聖剣を破壊するつもりです!) | 21 de julho de 2013     |
| 4           | 2         | "Um forte inimigo apareceu!" "Tsuyoi teki ga arawareta!" (強い敵が現れた！)                                       | 28 de julho de 2013     |
| 5           | 2         | "A batalha decisiva na Kuoh Academy!" "Kuoakademī de no kessen!" (クオアカデミーでの決戦！)                       | 4 de agosto de 2013     |
| 6           | 2         | "Em frente clube de ocultismo!" "Hantai okarutokurabu!" (反対オカルトクラブ！)                                    | 11 de agosto de 2013    |
| 7           | 2         | "Apuros em pleno verão!" "Manatsu no toraburu!" (真夏のトラブル！)                                                | 18 de agosto de 2013    |
| 8           | 2         | "Open house começa!" "Ōpunhausu ga hajimarimasu!" (オープンハウスが始まります！)                                  | 25 de agosto de 2013    |
| 9           | 2         | "Eu tenho um aprendiz!" "Watashi wa minarai o shite imasu!" (私は見習いをしています！)                            | 1 de setembro de 2013   |
| 10          | 2         | "Várias encruzilhadas!" "Ikutsu ka no kōsaten!" (いくつかの交差点！)                                              | 8 de setembro de 2013   |
| 11          | 2         | "A cimeira dos líderes começa!" "Shunō kaidan ga hajimarimasu!" (首脳会談が始まります！)                          | 15 de setembro de 2013  |
| 12          | 2         | "O confronto dos dragões gêmeos!" "Tsuin doragon no taiketsu!" (ツインドラゴンの対決！)                           | 22 de setembro de 2013  |

## Recepção
High School DxD foi um sucesso comercial, vendendo mais de 5 milhões de cópias de mangá light novel somente no Japão. De acordo com a Oricon, High School DxD foi a sexta série de light novel mais vendida no Japão em 2012, vendendo um total de 654 224 unidades. Além disso, em 2013, High School DxD vendeu mais de 346 173 cópias de acordo com a Oricon. A versão em inglês do primeiro volume do mangá chegou à 2ª posição na lista de best-sellers do New York Times. Em 20 de março de 2018, os primeiros 25 volumes tinham 4 milhões de cópias impressas.
Theron Martin, da Anime News Network, em sua revisão oficial da série High School DxD, elogiou a cor, musical, fanservice e desenvolvimento de personagens, mas criticou a falta de frescor do show, concluindo que "Avaliado como uma série de lançamento geral, High School DxD tem o suficiente para ser um pouco melhor que a média. Avalie-a como uma série focada em fan service, no entanto, e é um dos principais títulos recentes desse tipo."